# سانتياغو سالازار
سانتياغو سالازار (بالإسبانية: Santiago Salazar)‏ (2 نوفمبر 1974 ليما بيرو - ) هو لاعب كرة قدم بيروفي يلعب كمدافع.

## روابط خارجية
- سانتياغو سالازار على موقع اتحاد تركيا (لاعب) (الإنجليزية)
- سانتياغو سالازار على موقع قاعدة بيانات كرة القدم.إي يو (الإنجليزية)
- سانتياغو سالازار على موقع ناشيونال فوتبول تيمز (الإنجليزية)
- سانتياغو سالازار على موقع Soccerway.com (الإنجليزية)